# Zbiór skończony
Zbiór skończony – zbiór o skończonej liczbie elementów. Nieujemną liczbę całkowitą określającą liczbę elementów zbioru skończonego nazywa się mocą zbioru. Zbiór skończony ma moc skończoną. Najmniejszym zbiorem skończonym jest zbiór pusty  Ø.
Np. zbiór liczb
{\displaystyle \{2,4,6,8,10\}}
jest zbiorem skończonym o pięciu elementach; moc tego zbioru wynosi 5. Zbiór pusty ma moc równą zero.
Zbiory skończone mogą mieć bardzo dużo elementów. Np. liczba atomów w widzialnym wszechświecie, tzn. dostępnym w obserwacjach za pomocą najlepszych teleskopów, szacowana jest na ok. 1080.
Nie zawsze jest łatwo określić liczbę elementów zbiorów skończonych, gdy dana jest jedynie definicja zbioru. Np. na pytanie ile jest (pod)zbiorów k-elementowych zbioru n-elementowego odpowiada dział matematyki zwany kombinatoryką. (W ogólności kombinatoryka zajmuje się badaniem różnych struktur, skończonych lub policzalnych nieskończonych, i odpowiada na pytanie o liczbę elementów zbiorów tych struktur; pośrednio zajmują się nim również teoria liczb oraz kryptografia.)
Do XIX wieku zgodnie z myślą Arystotelesa matematycy zajmowali się wyłącznie zbiorami skończonymi. Nieskończoność traktowano jako proces, który można w razie potrzeby bez przeszkód kontynuować. Np. w geometrii euklidesowej prostą traktowano jako odcinek, który można nieograniczenie przedłużać.
Przełom przyniosły prace Georga Cantora, który potraktował zbiory nieskończone jako byty o własnej hierarchii (zob. nieskończoności potencjalną i aktualną). Trudności istniejące w początkowej fazie rozwoju teorii spowodowały opór w postaci finityzmu, konstruktywizmu czy intuicjonizmu; w szczególności odrzucano pojęcie nieskończoności aktualnej (zob. aksjomat Cantora, nazywany też aksjomatem nieskończoności).
We współczesnej matematyce rozpatruje się z powodzeniem zbiory nieskończone, choć pojawiają się tu różne, nieoczekiwane, nieintuicyjne własności (np. paradoks Hilberta), których brak dla zbiorów skończonych.

## Definicje formalne
Istnieje wiele równoważnych definicji zbioru skończonego:
Definicja naturalnaZbiór skończony to zbiór równoliczny z ograniczonym podzbiorem liczb naturalnych, tzn. zbiór, dla którego istnieje funkcja wzajemnie jednoznaczna tego zbioru z podzbiorem zbioru liczb naturalnych postaci {\displaystyle \{0,1,2,\dots ,n-1\}} dla pewnego {\displaystyle n}.
Definicja TarskiegoZbiór jest skończony wtedy i tylko wtedy, gdy każda niepusta rodzina jego podzbiorów ma element maksymalny ze względu na relację inkluzji.
Definicja DedekindaZbiór nazywa się skończonym, gdy nie jest równoliczny z żadnym swoim podzbiorem właściwym, tzn. nie istnieje funkcja zbioru w siebie, która byłaby iniekcją (różnowartościowa), lecz nie byłaby suriekcją („na”).
Definicja Dedekinda (alternatywna 1)Zbiór jest skończony, gdy nie istnieje funkcja różnowartościowa zbioru liczb naturalnych w ten zbiór.
Definicja Dedekinda (alternatywna 2)Zbiór jest skończony, gdy nie zawiera zbioru przeliczalnie nieskończonego.
Definicje pochodzące od Alfreda Tarskiego i Richarda Dedekinda (niealternatywna) mają zasadniczą przewagę nad definicją naturalną, gdyż nie wykorzystują pojęcia liczby naturalnej.
Definicja Dedekinda, ze względu na swą intuicyjność, była do czasów prac Georga Cantora (XIX wiek) niemal powszechnie przyjmowana jako równoważna definicji naturalnej.
Na gruncie aksjomatyki Zermela-Fraenkla (ZF, bez aksjomatu wyboru AC) równoważne są definicje naturalna i Tarskiego, równoważne są wtedy także warianty definicji Dedekinda. Na mocy zasady indukcji definicja naturalna pociąga za sobą definicję Dedekinda, jednak pociąganie w drugą stronę wymaga użycia aksjomatu wyboru (AC), a przynajmniej aksjomatu wyborów zależnych (DC).

## Liczebności zbiorów – przykłady

### Zbiory skończone
a) Liczba wszystkich podzbiorów zbioru {\displaystyle n}-elementowego jest równa {\displaystyle 2^{n}} (zob. zbiór potęgowy).
b) Liczba podzbiorów {\displaystyle k}-elementowych zbioru {\displaystyle n}-elementowego jest równa {\displaystyle {\binom {n}{k}}} (zob. symbol Newtona).

### Zbiory nieskończone
a) Zbiór liczb naturalnych jest równoliczny ze zbiorem liczb parzystych, który jest jego właściwym podzbiorem. Równoliczność ustala funkcja wzajemnie jednoznaczna {\displaystyle n\leftrightarrow 2n.}
b) Zbiór liczb rzeczywistych jest równoliczny z podzbiorem dodatnich liczb rzeczywistych. Wzajemnie jednoznaczną odpowiedniość elementów ustala np. odwzorowanie wykładnicze {\displaystyle x\leftrightarrow \exp x.}
W ten sposób zbiory liczb naturalnych i rzeczywistych są nieskończone w sensie Dedekinda.